# 庚酸十八酯
庚酸十八酯是一种有机化合物，化学式为C6H13COOC18H37，是庚酸与1-十八醇形成的酯。